# Trittico Agliardi
Il Trittico Agliardi si compone di tre gradi dipinti a tempera su tela di Evaristo Baschenis realizzati nel 1665 che formano il lavoro più grandioso dell'artista ospitandone l'unico suo ritratto conosciuto, nonché tre fratelli dell'importante famiglia bergamasca Agliardi.

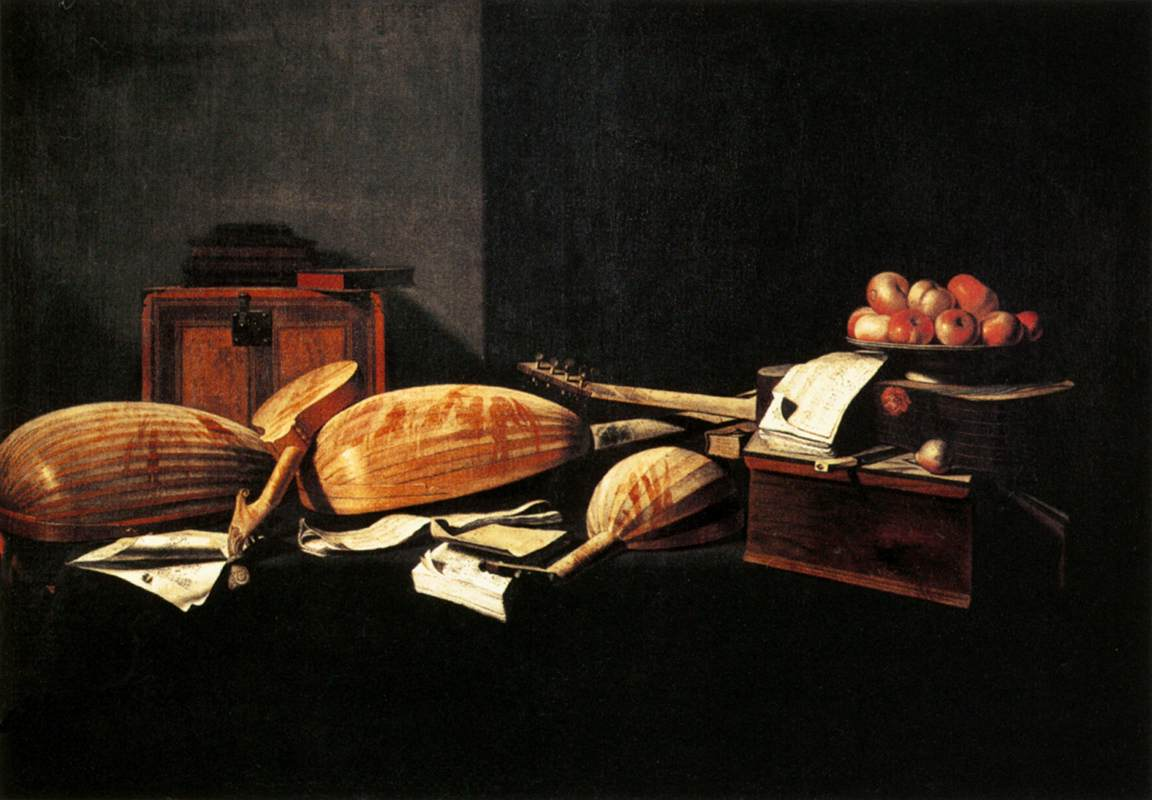
Trittico Agliardi - Tela centrale

## Storia
Evaristo Baschenis conosciuto come Guarisco è stato un importante esponente dell'arte seicentesca in particolare per le sue nature morte che raffigurano strumenti musicali. Baschenis era un prelato e un musicista. La musica era al tempo importante non solo per le funzioni religiose, ma faceva parte della vita quotidiana delle persone, in particolare nei periodi di festa, nel Seicento sono stati calcolati più di cento giorni all'anno dedicati alle feste, e di conseguenza giorni in cui la musica era protagonista. Serve distinguere la musica sacra da quella privata conosciuta come musica riservata. Evaristo Baschenis è un rappresentante di questa musica e in particolare degli strumenti del tempo. La musica era anche importante presenza nelle abitazioni private ma anche nelle istituzioni più importanti come quella dell'Accademia degli Eccitati, che vedeva presenza di importanti personaggi cittadini di Bergamo tra cui molti umanisti e ecclesiastici. 

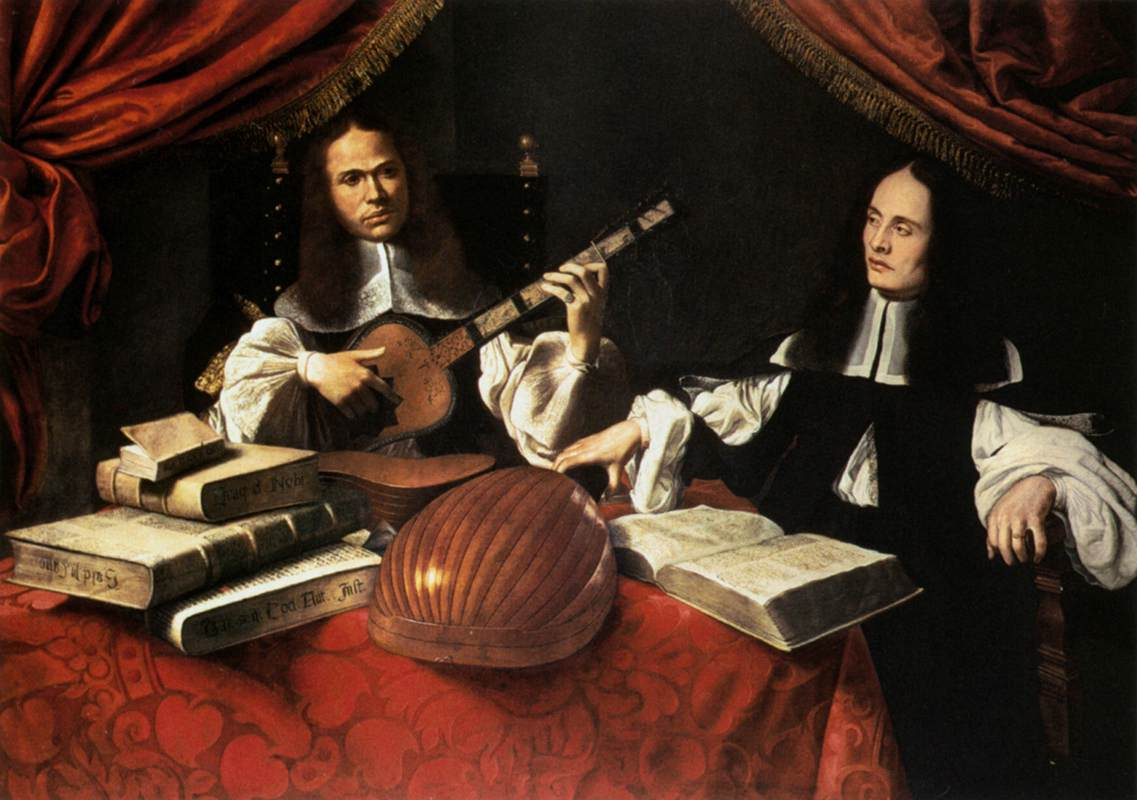
Trittico Agliardi- tela a destra

Evaristo proveniva dall'importante famiglia di pittori provenienti da Averara che fin dalla prima metà del Quattrocento, affrescarono chiese e palazzi in diverse località della provincia bergamasca e del Trentino.. Evaristo era però figlio di Simone commerciante, anche se abitava nel borgo San Leonardo dove vivevano tra i suoi palazzi i più importanti artisti del Seicento. Evaristo aveva ricevuto i voti sacerdotali nel 1643 e questo gli permise di viaggiare, studiare e di avere il tempo libero per realizzare le sue opere.

## Descrizione
L'opera è conosciuta come Trittico Agliardi perché oltre all'autoritratto dell'artista, vi sono raffigurati membri dell'importante famiglia Agliardi di Bergamo, il tutto in un ambiente quasi teatrale.
Il trittico composto da tre grandi teleri, sono la testimonianza della natura morta, che l'artista voleva rappresentare nonché l'esaltazione delle differenti arti ponendo, sui differenti tavoli la raffigurazione, non solo strumenti musicali, ben dodici, ma anche testi di poesia come le Rime di Aurelio Orsi, e di diritto come gli studi di Alessandro Agliardi che aveva la laurea in diritto civile e canonico. Il trittico diventa un importante documento della storia dei ritratti di gruppo documentandone il legame affettivo, intellettuale e famigliare. Le tre tele raffigurano anche la distinzione sociale che vi era nell'intrattenimento a livello aristocratico che si autocelebra.
I tre teleri, ospitati in collezione privata, furono esposti al pubblico nel 2016 nella mostra al Palazzo Creberg con altre opere dell'artista.
La prima tela a sinistra presenta l'autoritratto dell'artista, unico conosciuto, raffigurato negli abiti di prelato all'incirca sulla cinquantina d'anni con lo sguardo rivolto verso l'osservatore, coinvolgendolo. Un piccolo sorriso pare trasparire dai suoi baffi. Il giovane Ottavio Agliardi è raffigurato a destra della tela mentre suona l'arciliuto. Il grande violone che è posto sulla tavola verrà ripreso da Baschenis nel dipinto conservato al museo di Bruxelles. Considerata che Ottavio fosse nato ne 1645 e risultante circa ventenne nella raffigurazione permette una datazione dell'opera intorno al 1665. Il telero posta a destra raffigura i due fratelli Bonifacio e Alessandro maggiori di Ottavio. Bonifacio è raffigurato con lo sguardo un poco altezzoso, nell'atto di stringere con la mano sinistra il bracciolo della sedia mentre con la destra tiene il manico del liuto. Il fratello Alessandro tiene una chitarra riccamente intarsiata di manifattura veneziana che ospita la firma del maestro liutaio «Giorgio Sellas a la stela in Venetia». I tre Agliardi indossano abiti eleganti neri con grandi colletti in pizzo, grandi maniche di camicia chiuse da bottoni in oro. La tela di destra presenta inoltre due grandi tende che si aprono in alto come se dovessero alzarsi su di una scena teatrale. Pare che vi sia una certa tensione tra loro e questo indica la capacità dell'artista. La tela centrale riproduce quelli che erano le raffigurazioni migliori di Baschenis con le nature morte, con i liuti capovolti e ricoperti di polvere, appena stati toccati da mani delicate che hanno lasciato impronte e ditate, mentre un canestro di frutta matura sta sul lato destro. La polvere è uno delle caratteristiche dell'artista, la polvere ricopre molte volte gli strumenti musicali da lui raffigurati quasi a offuscarli, quasi a volerne indicare la vanità e l'inutilità. Forse per riprendere un passo biblico a cui forse era da prelato, legato: Tutti vengono dalla polvere e tutti ritornano alla polvere, mentre per alcuni studiosi vuole indicare il tempo che passa, inesorabilmente. La tela centrale pur raffigurando molti strumenti musicali che parrebbero posti in disordine, ma che hanno invece una rigorosa logica compositiva. 
La tela centrale è quindi sicuramente quella in cui l'artista pone il suo messaggio, sul tempo, sul tocco importante della vita degli uomini che possono dimenticare ma pure riproporre alla vita con un semplice tocco delle mani sfiorando gli strumenti dimenticati e abbandonati, come abbandonata sembra la frutta che è un poco guasta, come un attimo è il tocco della mosca su di uno sparito. Tutti elementi che meglio rappresentano l'artista e il suo pensiero.
Una mosca posata su di uno spartito musicale nella tela centrale rende l'atmosfera reale come reali sono le ditate. Il trittico ben presenta le grandi capacità artistiche e psicologiche di Evaristo Baschenis unendo la letteratura e la poesia.